# 1953 في جمهورية أيرلندا
فيما يلي قوائم الأحداث التي وقعت خلال عام 1953 في جمهورية أيرلندا.

## سياسة

### انتهاء فترة المنصب
- 12 يوليو – فرانك فاهي نائب دييل.

## كتب
من الكتب التي صدرت هذه السنة في جمهورية أيرلندا:
- 1 يناير – اللامسمى من تأليف صمويل بيكيت.

## مواليد

### يناير
- 1 يناير – شيلا أودونيل مهندس معماري أيرلندي.

### مارس
- 11 مارس – ماري هارني سياسية أيرلندية.

### مايو
- 16 مايو – بيرس بروسنان
- 30 مايو – كولم مياني ممثل أيرلندي.

## وفيات

### يوليو
- 12 يوليو – فرانك فاهي (مواليد 1880) سياسي أيرلندي.